# ヒロユキ・ハマダ
ヒロユキ・ハマダ （Hiroyuki Hamada 1968年3月21日 - ）は、アメリカを拠点とする日本生まれの彫刻家。 
ニューヨークのロリ・ブックスタイン・ファインアート代表。

## 経歴
東京生まれ。18歳まで日本で育ち、その後家族とともにウェストバージニア州ウィーリングに移り、父親が鉄鋼業界で一時的な職に就く。経験したカルチャーショックは言語ギャップによって強調されるがギャップを埋めるための出口を見つけたのは、大学時代の描画の研究から  。彼は専攻を心理学からスタジオアートに変更し、その後メリーランド大学で美術の修士号を取得した。  

## テクニックと美学
エドワード・アルビーは、2007年の展覧会カタログの序文（浜田博之、ピエールメナールギャラリー）で、「タフなパワーと、 『私はここにいるので、私はここにいる』という作品の品質」と指摘している。  

## 助成金と賞
- 2009ニューヨーク芸術フェローシップ、ニューヨーク市
- 2003エドワードF.アルビー財団/ウィリアムフラナガンメモリアルクリエイティブパーソンセンター、モントーク、ロングアイランド（レジデンシー）
- 2000 Emergency Artist Trust Award、Provincetown Community Compact、マサチューセッツ州プロビンスタウン
- 1998ポロッククラスナー財団、ニューヨーク市
- 1998エドワードF.アルビー財団/ウィリアムフラナガンメモリアルクリエイティブパーソンセンター、モントーク、ロングアイランド（レジデンシー）
- 1998スコウヒガン絵画彫刻学校、メイン州スコウヒガン（スコウヒガンフェローシップ）
- 1997ヴァージニアクリエイティブアーツセンター、スウィートブライアー、バージニア（居住に向けたフェローシップ）
- 1996マクダウェルコロニー、ニューハンプシャー州ピーターバラ（ミルトンアンドサリーエイブリーフェローシップ）
- 1996 Visual Studio-in-Residence Program at Studios Midwest、Galesburg、Illinois
- 1995–1996マサチューセッツ州プロヴィンスタウンのプロヴィンスタウンにあるファインアーツワークセンター（アレクサンダーC.とティリーS.シュパイアーフェローシップ）

## 個展
- 2013ロリブックスタインファインアート、ニューヨーク市
- 2011 Lori Bookstein Fine Art、ニューヨークシティ
- 2011ロジャーウィリアムズ大学、ブリストル、ロードアイランド
- 2010 Coleman Burke Gallery、ニューヨークシティ
- 2009マサチューセッツ州ピッツフィールドバークシャーコミュニティカレッジ
- 2008リストギャラリー、スワースモアカレッジ、スワースモア。 ペンシルバニア
- 2007浜田博之、ピエールメナードギャラリー、ケンブリッジ、マサチューセッツ
- 2007 Randall Scott Gallery、ワシントンDC
- 2006 Plane Space、ニューヨーク市
- 2004 DNA Gallery、マサチューセッツ州プロヴィンスタウン
- 2003年プレーンスペース、ニューヨーク市
- 2001 OKハリスワークスオブアート、ニューヨーク
- 2000年注目アーティスト展、DNAギャラリー、プロビンスタウン、マサチューセッツ
- 2000 OKハリスワークスオブアート、ニューヨーク
- 1999注目のアーティスト展、DNAギャラリー、マサチューセッツ州プロヴィンスタウン
- 1998注目のアーティスト展、DNAギャラリー、プロビンスタウン、マサチューセッツ
- 1997注目のアーティスト展、DNAギャラリー、プロビンスタウン、マサチューセッツ
- 1996注目のアーティスト展、DNAギャラリー、プロビンスタウン、マサチューセッツ

## 主なグループ展
- 2013年[主に]ホワイト、ロリブックスタインファインアート、ニューヨーク
- 2007ハルシー現代美術研究所、チャールストン大学、サウスカロライナ州チャールストン
- 2005フライングスペースギャラリー、サグハーバー、ニューヨーク
- 2003 in Summation：Inaugural Season Artists、Plane Space、New York City
- 2001ベネフィットエキシビションアンドオークション（スコーヒーガン向け）、Knoedler＆Company、ニューヨークシティ
- 2001 34th Springs Invitational Exhibition、Ashawagh Hall、Springs、New York
- 2000 33rd Springs Invitational Exhibition、Ashawagh Hall、Springs、New York
- 2000 25th Anniversary Exhibition、City Without Walls、ニューアーク、ニュージャージー
- 1998第17回年次メトロショー、City Without Walls、ニュージャージー州ニューアーク（メトロエリア周辺を移動）
- 1997クローン（グループ展）、DNAギャラリー、マサチューセッツ州プロヴィンスタウン
- 1996プロビンスタウンアートアソシエーションアンドミュージアム、マサチューセッツ州プロビンスタウン
- 1996ザデザインセンター（グループ展）、マサチューセッツ州ボストン
- 1996 New Talent、Alpha Gallery、ボストン、マサチューセッツ
- 1995 Multi-Perspectives III（National Juried Exhibition）、An Art Place、Inc. ギャラリーシカゴ、イリノイ。 吉田レイ審査員。
- 1995第13回年次審査員展、プレアデスギャラリー、ニューヨーク市。 ブルックリン美術館の絵画と彫刻のキュレーターであるシャーロットコティックによる審査員。
- 1995 Art MD '95、ハワード郡芸術センター、メリーランド州エリコットシティー。 フィリス・ローゼンツヴァイク、スミスソニアン協会、ヒルスホーン博物館および彫刻庭園のアソシエイトキュレーターによって審査されました。
- 1995年の審査員会、アーリントンアーツセンター、バージニア州アーリントン。 ホイットニーアメリカンアート美術館のディレクター、デビッドロスが審査員（名誉ある言及）。